# Frans Indongo Group
Die Frans Indongo Group ist eine der größten namibischen Unternehmensgruppen. 
Die Frans Indongo Group wurde in den 1950er Jahren von Frans Indongo im Ovamboland gegründet, auch wenn die ersten Geschäfte von Indongo in Walvis Bay gemacht wurden. Als einem der wenigen Schwarzen gelang Indongo der weitere Ausbau seines Firmenimperiums  während der Apartheid.
Zunächst konzentrierte sich Indongo auf den Einzelhandel. Erst seit 2007 wurde das Unternehmen diversifiziert und hat sich in verschiedene Geschäftsbereiche, darunter verarbeitendes Gewerbe, Marketing und Distribution und Immobilien eingekauft. Heute zählt der Automobilhandel zu den wichtigsten Standbeinen der Unternehmensgruppe. Auch in das Hotelgewerbe wurde investiert.